# Bình Minh, Kiến Xương
Bình Minh là một xã của huyện Kiến Xương tỉnh Thái Bình, Việt Nam.

## Lịch sử
Tới đầu thế kỷ 19, vùng đất xã Bình Minh ngày nay thuộc tổng Thịnh Quang huyện Chân Định phủ Kiến Xương trấn Sơn Nam Hạ (tới năm 1831 thuộc tỉnh Nam Định nhà Nguyễn). Tổng Thịnh Quang đầu thế kỷ 19 gồm 10 xã phường (là các làng) sau: Thịnh Quang, Phú Ân, Phú Mỹ, Văn Minh, Dưỡng Thông, Mai Chử, Vũ Lăng, Vũ Lăng (phường), Thịnh Quang (phường) và Mai Chử (phường), (là vùng đất ven phủ lỵ phủ Kiến Xương, ngày nay thuộc địa phận xã Bình Minh và thị trấn Thanh Nê). Đến cuối thế kỷ 19, khi thành lập tỉnh Thái Bình năm 1890, vùng đất nay là xã Bình Minh vẫn thuộc tổng Thịnh Quang huyện Trực Định phủ Kiến Xương tỉnh Thái Bình, (tổng này khi đó gồm các làng xã: Dưỡng Thông, Mai Chử, Phú Ân, Phú Mỹ, Thịnh Quang, Văn Hanh, Văn Lăng và Vũ Lăng).